# 貓貓蟲咖波
貓貓蟲咖波（英語：Bugcat Capoo，有時簡稱為Capoo），外表像貓又像蟲的卡通人物，於2014年由台灣藝術家亞拉所創造。
其設定為像貓又像蟲藍色小怪物，平時擁有6隻腳，數量會視情況變化，暴力獵奇又萌萌可愛，最愛吃肉，還有咬手手。

## 概要
是2014年在巴哈姆特電玩資訊站個人小屋連載的自創角色。獲得積極的反饋於2014年10月在LINE Creators Market上發布一組40張的貼圖。後於2015年LINE Webtoon漫畫比賽得到短篇冠軍，而在該平台進行連載，已於2020年3月完結。在LINE連載期間，該角色成為各種宣傳活動和素材的一部分。現在仍在社群網站和YouTube網站繼續短篇漫畫與動畫連載。
貓貓蟲咖波作品因貼圖的關係，而在社群網站上流傳。該貼圖作者亞拉在2017年LINE Creators Market排名第7，2020年爬升至第5。咖波和漫畫中的其他角色也很常進行電子遊戲跟公司的商業合作。其後催生了許多合作店面，如臺中市西區的咖波屋、奶泡貓咖啡等。

## 創作
漫畫的故事發生在一個大體上立足於現今生活的世界裡，但卻包含了各種違反邏輯和物理學的滑稽特征，例如有生命的日常物品、不同的習俗（如公車被換成了友好的烏龜），以及大量擬人化的配角，例如有受虐傾向的兔子兔兔、咖波的妹妹咪卡、黑貓蟲兄弟、和一種類似於小雞的圓滾滾的小動物，牠們經常被咖波當作食物獵殺、或由咖啡的奶泡所組成的奶泡貓等。
由於咖波時不時地傾向於使用暴力和吞食生物，這部漫畫以可愛和恐怖並置而著稱。

## 外部連結
- 官方網站 （页面存档备份，存于）
- 卡特島創意 （页面存档备份，存于）